# Topolino in... Gamba
Topolino in... Gamba (ガンバの冒険?, Ganba no bōken) è una serie televisiva anime di 26 episodi, prodotta dalla Tokyo Movie e trasmessa in Giappone su Nippon Television nel 1975. In Italia la serie è stata trasmessa su televisioni locali.

## Trama
Il topo Gamba (Ganba, in originale) combatte le ingiustizie del suo piccolo mondo assieme al suo gruppo di amici.

## Sigla
La sigla della serie Le avventure di Gamba è stata incisa da I Cavalieri del Re come lato B del singolo Moby Dick 5/Le avventure di Gamba.

## Doppiaggio
| Personaggio   | Doppiatore originale | Doppiatore italiano |
| ------------- | -------------------- | ------------------- |
| Gamba (Ganba) | Masako Nozawa        | Stefania Patruno    |
| Poeta         | - non disponibile -  | Riccardo Onorato    |
| Vagabondo     | - non disponibile -  | Paolo Buglioni      |
| Bobo          | Ranko Mizuki         | Maurizio Mattioli   |
| Asso          | - non disponibile -  | Alberto Caneva      |
| Bingo         | - non disponibile -  | Claudia Razzi       |
| Genius        | - non disponibile -  | Norman Mozzato      |

## Episodi
| Nº | Titolo italiano Giapponese 「Kanji」 - Rōmaji                                     | In onda           | In onda |
| Nº | Titolo italiano Giapponese 「Kanji」 - Rōmaji                                     | Giapponese        |         |
| 1  | S.O.S. dall'isola sognante 「冒険だ海へ出よう!」 - Bōkenda umi e deyou!           | 7 aprile 1975     |         |
| 2  | Il mal di mare 「ガンバ、船で大暴れ」 - Ganba, -sen de dai abare                  | 14 aprile 1975    |         |
| 3  | Missione farmacia 「忠太を救え! 大作戦」 - Chūta u sukue! Dai sakusen             | 21 aprile 1975    |         |
| 4  | Il naufragio 「嵐にやられてメッタメタ」 - Arashi ni yara rete mettameta           | 28 aprile 1975    |         |
| 5  | La nave da guerra 「なにが飛び出す? 軍艦島」 - Nani ga tobidasu? Gunkantō         | 5 maggio 1975     |         |
| 6  | La balena 「たのしいたのしい潜水艦」 - Tanoshī tanoshī sensuikan                  | 12 maggio 1975    |         |
| 7  | L'isola degli scoiattoli 「ぶきなぶきみな黒い影」 - Buki nabu kimina kuroi kage   | 19 maggio 1975    |         |
| 8  | La zattera 「ボーボが初めて恋をした」 - Bōbo ga hajimete koi o shita              | 26 maggio 1975    |         |
| 9  | La volpe nera 「黒ギツネとの苦しい戦い」 - Kuro gitsune to no kurushī tatakai     | 2 giugno 1975     |         |
| 10 | Amico delfino 「かじって別れた七つのイカダ」 - Kajitte wakareta nanatsu no ikada  | 9 giugno 1975     |         |
| 11 | Ritorno a casa 「ぺてん師トラゴローを追え!」 - Petenshi Toragorō o oe!            | 16 giugno 1975    |         |
| 12 | La casa dorata 「祭りだ 喧嘩だ 大騒動」 - Matsurida kenkada ōsōdō                 | 23 giugno 1975    |         |
| 13 | Operazione mucca 「特訓!!モーモー大作戦」 - Tokkun!! Mōmō dai sakusen             | 30 giugno 1975    |         |
| 14 | Il piccolo leprotto 「襲いかかる猟犬の群れ」 - Osoikakaru ryōken no mure          | 7 luglio 1975     |         |
| 15 | Il rapimento del falco 「鷹にさらわれたガンバ」 - Taka ni sarawa reta Ganba       | 14 luglio 1975    |         |
| 16 | L'assalto dei corvi 「魔のカラス岳を登れ!」 - Ma no karasu-dake o nobore!         | 21 luglio 1975    |         |
| 17 | L'unione fa la forza 「走れ走れノロイは近い」 - Hashire, hashire, Noroi wa chikai | 28 luglio 1975    |         |
| 18 | L'inutile esilio 「奇妙なふとったネズミたち」 - Kimyōna futotta nezumi-tachi      | 4 agosto 1975     |         |
| 19 | Gli uccelli migratori 「闇に潜むオオミズナギ鳥」 - Yami ni hisomu oomizunagi tori | 11 agosto 1975    |         |
| 20 | L'isola maledetta 「白イタチノロイを見た!」 - Shiro itachi Noroi o mita!          | 18 agosto 1975    |         |
| 21 | Il nascondiglio 「涙にぬれた13の瞳」 - Namida ni nureta 13 no hitomi              | 25 agosto 1975    |         |
| 22 | Aiuto inaspettato 「海を渡って来た仲間」 - Umi o watatte kita nakama              | 1º settembre 1975 |         |
| 23 | Il traditore 「裏切りの砦」 - Uragiri no toride                                   | 8 settembre 1975  |         |
| 24 | L'inganno della donnola 「白い悪魔のささやき」 - Shiroi akumano sasayaki          | 15 settembre 1975 |         |
| 25 | Il segreto dell'antica ballata 「地獄の岩穴」 - Jigoku no iwaana                  | 22 settembre 1975 |         |
| 26 | L'ultima battaglia 「最後の戦い大うずまき」 - Saigonotatakai dai uzumaki          | 29 settembre 1975 |         |